# Cycas cairnsiana
Cycas cairnsiana là một loài thực vật hạt trần trong họ Cycadaceae. Loài này được F.Muell. mô tả khoa học đầu tiên năm 1876.